# الوخز الجاف بالإبر
الوخز الجاف بالإبر (بالإنجليزية: Dry needling)‏ وتعرف أحيانًا باسم التنبيه العضلي، هي طريقةٌ في الطب البديل تُشبه الوخز بالإبر، وتتضمن استخدام إبرٍ خيطية صلبة أو إبرٍ تحت الجلد لعلاج آلام العضلات، بما في ذلك الألم المُتعلق بمتلازمة ألم اللفافة العضلية.
يستخدم الوخز الجاف بالإبر أساسًا لعلاج نقاط الزناد العضلي العضلي، ولكنه يستخدم أيضًا لاستهداف الأنسجة الضامة، والأمراض العصبية، والأمراض العضلية. تُعرِّف جمعية العلاج الطبيعي الأمريكية الوخز بالإبر الجافة كأسلوب يستخدم لعلاج الخلل الوظيفي للعضلات الهيكلية والأنسجة الضامة، وتقليل الإصابة بالألم المحيطية (الألم) إلى الحد الأدنى، وتحسين.تنظيم الضرر الهيكلي أو الوظيفي.
لا تزال فعالية الوخز بالإبر الجافة كعلاج لآلام العضلات غير مؤكدة ولا يوجد إجماع علمي حول ما إذا كانت فعالة. تشير بعض النتائج إلى أنه علاج فعال لأنواع معينة من آلام العضلات، في حين أن الدراسات الأخرى لم تظهر أي فائدة بالمقارنة مع الدواء الوهمي. حاليًا، يتم ممارسة الوخز بالإبر الجافة في الولايات المتحدة وأوروبا وأستراليا ودول أخرى؛ ومع ذلك، لم يتم إجراء دراسات كافية عالية الجودة وطويلة الأجل وواسعة النطاق حول التقنية لاستخلاص استنتاجات واضحة حول فعاليتها.

## الأصل
يعزى أصل مصطلح «الوخز بالإبر الجافة» إلى جانيت جي ترافيل. في كتابها الالم العضلي الليفي وضعفه: دليل نقطة الزناد، تستخدم ترافيل مصطلح «الوخز بالإبر الجاف» للتمييز بين تقنيتي إبرة تحت الجلد عند إجراء علاج نقطة الزناد. ومع ذلك لم يوضح ترافيل تفاصيل عن تقنيات الوخز بالإبر الجافة؛ استندت التقنيات الحالية للإبر الجافة على الوخز بالإبر الطبية التقليدي والغربي. الأسلوبان اللذان قامت ترافيل بوصفهما هما حقن مخدر موضعي والاستخدام الميكانيكي لإبرة تحت الجلد دون حقن محلول.
فضلت ترافيل إبرة تحت الجلد قياس 22، 1.5 لعلاج نقطة الزناد واستخدمت هذه الإبرة لكل من العلاج بالحقن والإبر الجافة. لم تستخدم ترافيل قط إبرة الوخز بالإبر. كان لديها إمكانية الوصول لكنه كان مسببًا في أنها كانت رقيقة جدًا بالنسبة للعلاج بنقطة الزناد. فضلت الإبر تحت الجلد بسبب قوتها وردود فعلها اللمسية: «عادةً ما تكون إبرة قياس 22 بوصة، 3.8 سم (1.5 بوصة) مناسبة لمعظم العضلات السطحية. في المرضى الذين يعانون من فرط الأرجل، قياس 25، 3.8 سم (1.5 - إبرة)) قد تسبب الإبرة أقل إزعاجًا، لكنها لن توفر» إحساسًا«واضحًا بالهياكل التي تخترقها الإبرة، ومن المرجح أن تنحرف عن طريق عقدة الانكماش الكثيفة التي هي الهدف إبرة قياس 27، كما أن الإبرة التي يبلغ قطرها 3.8 سم (1.5 بوصة) أكثر مرونة؛ فمن المرجح أن تنحرف الحافة عن طريق عقد الانكماش، كما أنها توفر تغذية مرتدة أقل عن طريق الحقن الدقيق».
على الرغم من أن الإبر الجافة لم تستخدم أصلاً سوى إبر تحت الجلد؛ بسبب القلق من أن الإبر الصلبة ليس لديها القوة أو التغذية المرتدة التي قدمتها الإبر تحت الجلد وأن الإبرة يمكن أن تنحرف بواسطة «عقدة الانكماش الكثيف»، إلا أن هذه المخاوف أثبتت أنها لا أساس لها من الصحة والعديد من ممارسي الرعاية الصحية الذين لقد تبين من أداء الوخز بالإبر الجاف أن إبر الوخز بالإبر لا توفر فقط ردود فعل عن طريق اللمس بل تخترق أيضًا «عقدة العضلات الكثيفة» بشكل أفضل وأسهل في الإدارة وتسبب في إزعاج أقل للمرضى. لهذا السبب، أصبح استخدام إبر الوخز بالإبر واستخدام إبر الوخز بالإبر مقبولين الآن في ممارسات الوخز بالإبر الجافة. في كثير من الأحيان، يوفر الممارسون الذين يستخدمون الإبر تحت الجلد علاجًا بحقن نقطة انطلاق للمرضى، وبالتالي يجدون استخدام الإبر تحت الجلد خيارًا أفضل. عندما أصبح استخدامها أكثر شيوعًا، بدأ بعض ممارسي الوخز بالإبر الجافة دون الوخز بالإبر في نطاق ممارستهم، بالإشارة إلى هذه الإبر بمصطلح التصميم الفني الخاص بهم باسم «إبر خيطية صلبة» بدلاً من تسمية FDA «إبرة الوخز بالإبر».
تنظم إدارة الأغذية والعقاقير «الإبرة الخيطية الصلبة» المستخدمة في الوخز بالإبر الجافة كجهاز طبي من الدرجة الثانية موصوف في الرمز المعنون «المادة 880.5580 إبرة الوخز بالإبر» على أنها «جهاز يهدف إلى اختراق الجلد في ممارسة الوخز بالإبر». وفقًا لقانون الغذاء والدواء لعام 1906 والتعديلات اللاحقة على القانون المذكور، ينطبق تعريف إدارة الأغذية والعقاقير على كيفية تسويق الإبر ولا يعني أن الوخز بالإبر هو الإجراء الطبي الوحيد الذي يمكن فيه استخدام هذه الإبر. يتناقض الإبرة الجافة باستخدام مثل هذه الإبرة مع استخدام إبرة تحت الجلد جوفاء لحقن مواد مثل المحلول الملحي أو البوتوكس أو الستيرويدات القشرية إلى نفس النقطة.
كان مؤسس شركة الإبر الجافية الشاملة الإبرة (ISDN)، يون تاو ما، يقود حركة «الوخز بالإبر الجافة» في الولايات المتحدة. يقول «على الرغم من أن ISDN نشأت في الأساليب الصينية التقليدية، فقد تطورت من النهج التجريبي القديم لتصبح الفن الطبي الحديث المتجذر في التفكير والممارسة القائمة على الأدلة.»ثم يناقض ما نفسه قائلاً: «تقنية الوخز بالإبر الجافة هي طريقة طبية غربية حديثة لا ترتبط بالوخز بالإبر الصينية التقليدية بأي شكل من الأشكال. الوخز بالإبر الجاف له مفاهيمه النظرية، والمصطلحات، وتقنية الوخز بالإبر والتطبيق السريري.»
ما يدرك كل من التناقضات الذاتية والتداعيات القانونية للالابر الوخز بالإبر الجافة المتجذرة في الوخز بالإبر والطب الصيني قد خفضت منذ ذلك الحين جميع المعلومات في السير فيما يتعلق بتعليمه في الطب الصيني وكونه الوخز بالإبر المرخص في الولايات المتحدة.
تنص الأكاديمية الأمريكية لأخصائيي العلاج الطبيعي اليدوي (AAOMPT) على ما يلي:
الوخز بالإبر الجاف هو أسلوب علاجي قائم على الأدلة العصبية يتطلب إجراء تقييم يدوي فعال للنظام العصبي العضلي. يتم تدريب المعالجين الفيزيائيين تدريباً جيداً على استخدام الوخز بالإبر الجاف مع تدخلات العلاج الطبيعي اليدوية. تدعم الأبحاث أن الوخز بالإبر الجاف يحسن التحكم في الألم، ويقلل من توتر العضلات، ويؤدي إلى خلل وظيفي في الأداء الكيميائي والكهربائي لألواح نهاية المحرك، ويسهل العودة السريعة إلى إعادة التأهيل النشط.
الإبر الجافة لعلاج نقاط الزناد العضلية (العضلية) مبنية على نظريات مماثلة، ولكن ليست حصرية، للوخز بالإبر التقليدية؛ يستهدف كل من الوخز بالإبر والإبر الجافة نقاط الزناد، وهو مصدر مباشر وملموس لآلام المريض.تم الإبلاغ عن درجة عالية من المراسلات بين الوخز بالإبر الجاف ونقطة الوخز بالإبر الصينية التقليدية. الوخز بالإبر والإبر الجافة متشابهة في الظاهرة الأساسية والعمليات العصبية بين نقاط الزناد ونقاط الوخز بالإبر. هناك درجة عالية من المراسلات بين المواقع المنشورة لنقاط الزناد ونقاط الوخز بالإبر الكلاسيكية لتخفيف الألم الوخز بالإبر الجاف، وأساليب علاجه والتأثيرات المرغوبة، ستكون أكثر قابلية للمقارنة مباشرة مع استخدام نقاط «شي» في الوخز بالإبر. ومع ذلك، فإن نظرية الوخز بالإبر الجافة تبدأ فقط في وصف أنماط الإحالة المعقدة التي تم توثيقها على أنها «قنوات» أو «خطوط طول» في الطب الصيني. ما يميز الوخز بالإبر الجاف عن الوخز بالإبر التقليدية هو أنه لا يستخدم مجموعة كاملة من النظريات التقليدية للطب الصيني الذي يستخدم لعلاج الألم ليس فقط، ولكن أيضًا غيره من القضايا التي تسبب الألم في العضلات والعظام. التمييز بين نقاط الزناد ونقاط الوخز بالإبر لتخفيف الألم غير واضح.
أصبح التمييز المثير للجدل بين الوخز بالإبر الجاف والوخز بالإبر مثار جدل لأنه يتعلق بمسألة نطاق ممارسة مختلف المهن. يزعم أخصائيو الوخز بالإبر أن الوخز بالإبر الجاف هو شكل من أشكال الوخز بالإبر لا يندرج ضمن نطاق المعالجين الفيزيائيين أو مقومين العظام أو غالبية المتخصصين الآخرين في الرعاية الصحية؛ بينما يدعي أخصائيو الرعاية الصحية أن الوخز بالإبر الجاف ليس هو الوخز بالإبر، ولكنه إجراء متجذر في العلوم الطبية الحيوية الحديثة. لكي تصبح اختصاصيًا في علاج الوخز بالإبر يتطلب مئات الساعات التي قضاها في البرامج التعليمية، والامتحانات على المستوى الوطني، والوقوف المهني الجيد. من ناحية أخرى، أن تكون معتمدة في الوخز بالإبر الجافة يتطلب التعليم المستمر أو برنامج إصدار الشهادات التي لم ينظم بعد مع معايير صارمة؛ بالإضافة إلى ذلك، هناك نقص عام في صانعي السياسات أو أنظمة التقييم أو معايير الرعاية الصحية التي تحكم تقنية الوخز بالإبر الجافة.

## تقنية
تعتمد تقنية الوخز بالإبر الجافة على الأنسجة التي يتم استهدافها وما الهدف العام من العلاج. على سبيل المثال، أحد أهداف العلاج الأكثر شيوعًا للإبر الجافة، نقاط الزناد الليفي العضلي (TRPs)، تختلف من الناحية الفسيولوجية عن علاجات أنسجة الندبات، ومشاكل الأنسجة الضامة، وغيرها من المشكلات الطبية.
في علاج نقاط الزناد للأشخاص الذين يعانون من متلازمة ألم اللفافة العضلية، فإن الوخز بالإبر الجاف هو إجراء جراحي يتم فيه إدخال إبرة خيطية في الجلد والعضلة مباشرة عند نقطة تحريك العضلة الليفية. تتكون نقطة تحفيز العضلة العصبية من عقدة انكماش متعددة مفرطة الحركة مرتبطة بإنتاج وصيانة دورة الألم؛ في الأساس، فإن نقاط الزناد الليفي العضلي ستولد الكثير من الألم المحلي عند التحفيز أو التهيج.الوخز بالإبر العميق الجاف لعلاج نقاط الزناد لأول مرة بواسطة الطبيب التشيكي كارل لويت في عام 1979.لاحظ لويس أن نجاح الحقن في نقاط الزناد في تخفيف الألم كان غير مرتبط على ما يبدو بالمسكنات المستخدمة.
يمكن تقسيم الوخز بالإبر الجافة إلى فئات من حيث عمق الاختراق: الوخز بالإبر الجاف العميق والسطحي.لن تؤدي الوخز بالإبر الجاف إلى تعطيل نقاط تحفيز العضلة الوعائية عن طريق إثارة استجابة نشل موضعي (LTR)، وهو رد فعل الحبل الشوكي اللاإرادي الذي تنفصل فيه ألياف العضلات في الشريط المشدود لعقد العضلات. يشير LTR إلى الموضع المناسب للإبرة في نقطة الزناد. الوخز بالإبر الجاف الذي يثير LTRs يحسن نتائج العلاج، وقد يعمل عن طريق تنشيط المواد الأفيونية الداخلية.إن تنشيط المواد الأفيونية الذاتية هو تأثير مسكن باستخدام نظرية التحكم في الألم. بالإضافة إلى تخفيف نقاط الزناد الليفي العضلي، تم تحديد الوخز بالإبر الجاف أيضًا لتقليل الألم وزيادة نطاق الحركة وتقليل تهيج نقطة الزناد الليفي العضلي. فيما يتعلق بعامل تقليل الألم، يحدث التخفيف على أربعة مستويات مركزية: الألم الموضعي، الألم الشوكي من خلال الأعصاب، ألم جذع الدماغ، ألم أعلى في المخ.
تم بحث تخفيف نقاط الزناد الليفي العضلي بدرجة أكبر من البحث عن الأنسجة الضامة ولفافة العضلات وتوتر العضلات وأنسجة الندبة. ومع ذلك، تزعم جمعية العلاج الطبيعي الأمريكية أنه قد يكون هناك بعض الفوائد من الوخز بالإبر الجاف على هذه الأمراض وفقا لبعض الأدلة المتاحة.تتنصل APTA أيضًا من أنه لا ينبغي استخدام الوخز بالإبر الجاف كإجراء مستقل، ولكن يجب استخدامه مع طرق العلاج الأخرى، بما في ذلك التعبئة اليدوية للأنسجة الرخوة، وإعادة التثقيف العصبي العضلي، وإعادة التدريب الوظيفي، والتمارين العلاجية.بمجرد إدخال الإبرة، يمكن للمرء أن يحفز الإبرة الخيطية يدويًا أو كهربائيًا حسب التأثير المطلوب للعلاج.

## فعالية
لا يوجد حاليا أي شكل موحد من الوخز بالإبر الجافة. هناك ندرة عامة للبحوث واسعة النطاق في هذا المجال. العديد من الدراسات المنشورة حول الوخز بالإبر الجافة ليست عشوائية، وتحتوي على أحجام صغيرة للعينات، ولها معدلات تسرب عالية. أوصت مراجعة باستخدام الوخز بالإبر الجافة، مقارنة مع الشام أو الوهمي، لتخفيف الألم مباشرة بعد العلاج وفي 4 أسابيع في المرضى الذين يعانون من متلازمة الألم الليفي العضلي في الربع العلوي. ومع ذلك، يحذر المؤلفون من أن «العدد المحدود من الدراسات التي أجريت حتى الآن، بالإضافة إلى العيوب المنهجية في العديد من الدراسات، يحذر في تفسير نتائج التحليل التلوي الذي تم إجراؤه».وبالمثل، وجدت المراجعة الثانية للإبر الجافة عدم كفاية الأدلة ذات الجودة العالية لاستخدام الوخز بالإبر الجاف المباشر لتخفيف الآلام والعجز على المدى القصير والطويل في المرضى الذين يعانون من متلازمات آلام العضلات والعظام. ذكرت المراجعة نفسها أن الأدلة القوية التي تثبت معايير التشخيص السريري لتحديد نقطة الزناد أو التشخيص غير موجودة وأن الدراسات عالية الجودة تثبت أن الفحص اليدوي لتحديد نقطة الزناد وتوطينها ليس صحيحًا ولا يمكن الاعتماد عليه بين الفاحصين.
توصلت ثلاث مراجعات حديثة إلى استنتاجات مماثلة: أدلة قليلة تدعم استخدام نقطة الوخز بالإبر الجافة لعلاج ألم الكتف العلوي والخلل الوظيفي،دليل غير قوي بما فيه الكفاية لاستخلاص استنتاج واضح حول السلامة والفعالية، يبدو أن علاج متلازمة الألم الليفي العضلي في أسفل الظهر هو إضافة مفيدة للعلاجات القياسية، ولكن لا يمكن تقديم توصيات واضحة لأن الدراسات المنشورة كانت صغيرة وذات جودة منخفضة.

## الجدل
الوخز بالإبر الجاف مثير للجدل لعدة أسباب، أحدها أنه غزائي. تجلب العلاجات الغازية المخاطر المرتبطة بالالتهابات والالتهابات الجلدية والعقم، وكلاهما يمكن تجنبهما باستخدام تقنية جيدة. يزداد هذا الإجراء الغازية شيوعًا على الرغم من الأسئلة التي لم تتم الإجابة عليها فيما يتعلق بفعاليتها وسلامتها بشكل عام.الأحداث الضائرة الخفيفة التي تلي الوخز بالإبر الجافة هي النزيف والكدمات والألم. وتشمل الآثار الضارة الشديدة استرواح الصدر، وإصابة الجهاز العصبي المركزي والعمود الفقري، وانتقال العدوى المنقولة بالدم أصدرت الجمعية الطبية الأمريكية بيانًا صحفيًا في عام 2016 تفيد بأن المعالجين الفيزيائيين وغيرهم من غير الأطباء الذين يمارسون الوخز بالإبر الجافة يجب أن يكون لديهم - على الأقل - معايير مماثلة لتلك الخاصة بالتدريب وإصدار الشهادات والتعليم المستمر العلاج بالإبر. عضو مجلس إدارة AMA Russell WH Kridel: MD: «التراخي والمعايير غير الموجودة تحيط بهذه الممارسة الغازية. من أجل سلامة المرضى، يجب أن يفي الممارسون بالمعايير المطلوبة لأخصائيي الوخز بالإبر والأطباء المرخصين».
أكد العديد من المعالجين الفيزيائيين والمعالجين بتقويم العمود الفقري أنهم لا يمارسون الوخز بالإبر عند الوخز بالإبر الجاف. الكثير من أبحاث الوخز بالإبر الجافة مع الإشارة إلى الوخز بالإبر.يؤكدون أن الكثير من المعرفة الفسيولوجية والميكانيكية الحيوية التي يستخدمها الوخز بالإبر الجافة يتم تدريسها كجزء من العلاج الطبيعي الأساسي وعلاج بتقويم العمود الفقري وأن مهارات الوخز بالإبر الجافة المحددة مكملة لتلك المعرفة وليست مقصورة على الوخز بالإبر. جادل العديد من خبراء الوخز بالإبر أن الوخز بالإبر الجاف يبدو أنه تقنية من الوخز بالإبر تتطلب الحد الأدنى من التدريب الذي تمت إعادة تسميته تحت اسم جديد («الوخز بالإبر الجاف»). ما إذا كان الوخز بالإبر الجاف يعتبر الوخز بالإبر يعتمد على تعريف الوخز بالإبر، ويقال إن نقاط الزناد لا تتوافق مع نقاط الوخز بالإبر أو خطوط الطول. وهي تتوافق بحكم تعريفها مع الفئة المخصصة من نقاط الوخز بالإبر. المهم الإشارة إلى أن هذه الفئة من النقاط لا تختلف بالضرورة عن الفئات الرسمية الأخرى لنقاط الوخز. في عام 1983، وصفت جانيت ترافيل مواقع نقطة الزناد بأنها 92% في المراسلات مع نقاط الوخز بالإبر المعروفة. في عام 2006، خلص بيتر ت. دورشر، اختصاصي الوخز بالإبر في مايو كلينك، إلى أن نظام النقطتين في اتفاق أكثر من 90 ٪. في عام 2009، خلص دورشر وفليكنشتاين إلى أن الاتساق القوي (حتى 91 ٪) لتوزيعات أنماط الألم المحولة في مناطق نقطة الزناد إلى خطوط الطول بالوخز بالإبر يوفر دليلاً على أن نقاط الزناد تمثل على الأرجح نفس الظواهر الفسيولوجية في نقاط الوخز بالإبر في علاج اضطرابات الألم.
هناك مقال في الوخز بالإبر اليوم يدعم بشكل إضافي المراسلات 92% من نقاط الزناد لنقاط الوخز بالإبر. في عام 2011، نشر مجلس كليات الوخز بالإبر والطب الشرقي (CCAOM) ورقة موقف تصف الوخز بالإبر الجافة كتقنية الوخز بالإبر.
نشر مجلس ترخيص الوخز بالإبر في نورث كارولينا بيانًا للموقف يؤكد أن الوخز بالإبر الجاف هو الوخز بالإبر وبالتالي فهو مشمول بقانون ترخيص الوخز بالإبر في نورث كارولينا، ولا يدخل ضمن نطاق الممارسة الحالية لممارسي العلاج الطبيعي.طلب من المدعي العام الحصول على رأي من مجلس نورث كارولينا لترخيص الوخز بالإبر الذي قدمه في عام 2011: «في رأينا، قد يقرر مجلس الممتحنين للعلاج الطبيعي أن الوخز بالإبر الجاف يقع في نطاق ممارسة العلاج الطبيعي إذا إنه يجري وضع القواعد بموجب قانون الإجراءات الإدارية ويعتمد القواعد التي تربط الوخز بالإبر الجافة بالتعريف القانوني لممارسة العلاج الطبيعي.» لكن هذه مسألة رأي وليست مسألة قانون. وجدت لجنة مراجعة قوانين ولاية كارولينا الشمالية التابعة للسلطة التشريعية أن مجلس العلاج الطبيعي في ولاية كارولينا الشمالية لا يتمتع بأي سلطة قانونية للقاعدة المقترحة. قرر مجلس العلاج الطبيعي فيما بعد أن لهم الحق في إعلان الوخز بالإبر الجافة ضمن النطاق على أي حال «يعتقد المجلس أن المعالجين الفيزيائيين يمكنهم الاستمرار في أداء الوخز بالإبر الجاف طالما أنهم يمتلكون التعليم والتدريب اللازمين والمطلوب من NCGS § 90-270.24 (4)، ولكن لا توجد لوائح لضبط المتطلبات المحددة للمشاركة في الوخز بالإبر الجافة.»
في يناير 2014، قضت محكمة الاستئناف في ولاية أوريغون بأن مجلس الفاحصين بتقويم العمود الفقري في ولاية أوريغون لم يكن لديه السلطة القانونية لإدراج الوخز بالإبر الجافة في نطاق الممارسة الخاصة بتقويم العمود الفقري في تلك الولاية. لم يتناول الحكم ما إذا كان المعالجون بتقويم العمود الفقري لديهم الخبرة الطبية لاستخدام الوخز بالإبر الجاف أو ما إذا كان التدريب الذي تلقوه مناسبًا أم لافي انتظار مزيد من المناقشة حول متطلبات التدريب، نصح مجلس ترخيص أوريغون للعلاج الطبيعي جميع المعالجين الفيزيائيين في أوريغون بعدم ممارسة الوخز بالإبر الجافة. لم يغيروا حكمهم بأن الوخز بالإبر الجاف يقع في نطاق الممارسة لأخصائيي العلاج الطبيعي.